# Лихобаба, Марк Кононович
Марк Кононович Лихобаба (1909—1944) — красноармеец Рабоче-крестьянской Красной Армии, участник Великой Отечественной войны, Герой Советского Союза (1943).

## Биография
Марк Лихобаба родился 27 февраля 1909 года в селе Андреевка (ныне — Сумский район Сумской области Украины). После окончания начальной школы работал в колхозе. В начале Великой Отечественной войны оказался в оккупации, после освобождения в апреле 1943 года был призван на службу в Рабоче-крестьянскую Красную Армию. С того же года — на фронтах Великой Отечественной войны, был стрелком 86-го стрелкового полка 180-й стрелковой дивизии 38-й армии Воронежского фронта. Отличился во время освобождения Украинской ССР.
2 сентября 1943 года Лихобаба участвовал в боях за город Лебедин, гранатами уничтожив 2 пулемётные точки. Во время дальнейшего наступления он одним из первых ворвался в Ромны и Прилуки. В ночь с 28 на 29 сентября 1943 года Лихобаба переправился через Днепр в районе Вышгорода и принял активное участие в боях за захват и удержание плацдарма на его западном берегу.
Указом Президиума Верховного Совета СССР от 29 октября 1943 года за «мужество и отвагу, проявленные в боях при форсировании Днепра» красноармеец Марк Лихобаба был удостоен высокого звания Героя Советского Союза с вручением ордена Ленина и медали «Золотая Звезда».
В последующих боях получил тяжёлые ранения, от которых скончался 17 марта 1944 года. Похоронен в селе Старые Петровцы Вышгородского района Киевской области Украины.
В 1970 году в Андреевке разбит парк в честь Лихобабы.